# Балаян, Михаил Суренович
Михаил Суренович Балаян (1933—2000) — советский учёный и педагог, в области вирусологии, иммунологии и эпидемиологии, доктор медицинских наук, профессор, академик РАМН (2000; член-корреспондент с 1993). Первооткрыватель гепатита E и вызывающего его вируса (1981).

## Биография
Родился 11 мая 1933 года в Москве.
С 1952 по 1957 год обучался на лечебном факультете Первого Московского государственном медицинского института, который окончил с отличием. С 1957 по 1960 год проходил обучение в аспирантуре Института полиомиелита и вирусного энцефалита АМН СССР.
С 1960 по 2000 год на научно-исследовательской работе в Институте полиомиелита и вирусных энцефалитов имени М. П. Чумакова в должностях: с 1960 по 1968 год — младший научный сотрудник, с 1968 по 1976 год — старший научный сотрудник, с 1976 по 2000 год — заведующий отделением вирусных гепатитов и лаборатории биотехнологии, с 1978 по 2000 год одновременно являлся — заместителем директора этого института по науке. С 1965 по 1968 год находился в заграничных командировках на Кубе и с 1971 по 1976 год в Уганде на научной работе в вирусологической лаборатории Всемирной организации здравоохранения (англ. World Health Organization, WHO).
Скончался 5 ноября 2000 года. Похоронен в Москве на Армянском кладбище (участок 2).

### Научно-педагогическая деятельность и вклад в науку
Основная научно-педагогическая деятельность М. С. Балаяна была связана с вопросами в области вирусологии, иммунологии и эпидемиологии, занимался исследованиями по изучению генетических свойств штаммов возбудителей вирусного гепатита и вируса полиомиелита. Под его руководством был предложен метод диагностики при этиологии вялых параличей у детей, им были установлены причины низкой иммуногенности живой полиовакцины в жарких странах и им был предложен способ повышения этой эффективности. М. С. Балаян занимался изучением свойств вируса Гепатита A, под его руководством была разработана первичная система диагностики у людей с этим заболеванием и создана инактивированная вакцина от неё. В 1981 году М. С. Балаян с помощью опыта самозаражения занимался исследованиями и описанием новой формы вирусного гепатита (Гепатит E), передающегося орально-фекально путём, изучил и выделил возбудителя этой болезни.
В 1960 году защитил кандидатскую диссертацию по теме: «Применение реакции преципитации при полиомиелите», в 1972 году защитил диссертацию на соискание учёной степени доктор медицинских наук по теме: «Штаммовые вариации полиовирусов и патогенез экспериментального полиомиелита», в 1984 году ему было присвоено учёное звание профессора. В 1993 году он был избран член-корреспондентом, а в 2000 году — академиком РАМН. Им было написано более трёхсот научных работ, в том числе десяти монографий. М. С. Балаян являлся — председателем проблемной комиссии «Полиомиелит и другие энтеровирусные инфекции» АМН СССР — РАМН.